# Regan
Regan è un centro abitato (city) degli Stati Uniti d'America, situato nella Contea di Burleigh nello Stato del Dakota del Nord. Nel censimento del 2016 la popolazione era di 44 abitanti. La città è stata fondata nel 1911. Appartiene all'area metropolitana di Bismarck-Mandan.

## Geografia fisica
Secondo i rilevamenti dell'United States Census Bureau, la località di Regan si estende su una superficie di 2,60 km², tutti occupati da terre.

## Popolazione
Secondo il censimento del 2000, a Regan vivevano 43 persone, ed erano presenti 12 gruppi familiari. La densità di popolazione era di 16,5 ab./km². Nel territorio comunale si trovavano 32 unità edificate. Per quanto riguarda la composizione etnica degli abitanti, il 100% era bianco.
Per quanto riguarda la suddivisione della popolazione in fasce d'età, il 11,6% era al di sotto dei 18, il 9,3% fra i 18 e i 24, il 27,9% fra i 25 e i 44, il 25,6% fra i 45 e i 64, mentre infine il 25,6% era al di sopra dei 65 anni di età. L'età media della popolazione era di 45 anni. Per ogni 100 donne residenti vivevano 126,3 maschi.
Nel censimento del 2016 il numero di abitanti è salito a 44